# Ratusz w Czerniowcach
Ratusz w  Czerniowcach – zbudowany w 1887 r. w centrum miasta, na placu Centralnym, budynek ratusza projektu Andreasa Mikulicza. Powstał jako najwyższa budowla w mieście.